# Casus belli
Na terminologia bélica, casus belli é uma expressão latina (do latim casus belli "ocasião para a guerra") para designar um fato considerado suficientemente grave pelo Estado ofendido, para declarar guerra ao Estado supostamente ofensor. É um ato ou evento que provoca ou é usado para justificar uma guerra ou o início de um conflito, normalmente associado ao âmbito do direito internacional público e do direito da guerra.

## Terminologia
São tradicionalmente considerados casus belli o ataque predatório ao território de um Estado, efetuado por outro Estado; a agressão armada contra navios ou aeronaves, ou atos que molestem órgãos representativos do Estado, como embaixadas ou consulados, e ainda infrações a tratados. O art. 33 do Estatuto das Nações Unidas prescreve que havendo dissídio entre dois ou mais Estados devem estes, visando a evitar o agravamento do conflito, buscar soluções pacíficas na mediação, arbitragem e outros meios pacíficos de composição.
O termo foi amplamente utilizado nos séculos XVII e XVIII por meio dos escritos de Hugo Grócio (1653), Cornelius van Bynkershoek (1707) e Jean-Jacques Burlamaqui (1732), entre outros, e devido ao surgimento da doutrina política de jus ad bellum ou "teoria da guerra justa". O termo também é usado informalmente para se referir a qualquer "causa justa" que uma nação pode reivindicar para entrar em um conflito. É usado retrospectivamente para descrever situações que surgiram antes que o termo se tornasse amplamente usado, bem como situações atuais, incluindo aquelas em que a guerra não foi formalmente declarada.
O surgimento do termo no contexto do direito internacional no final do século XIX, como consequência da doutrina política do ius in bello (direito da guerra). O casus belli, como parte do "direito da guerra", visa regular as ações bélicas dos diferentes países, de modo que a priori proíbe o uso da força armada para resolver conflitos, mas permite o uso do aparato militar contra outro Estado sob o princípio da ultima ratio, ou seja, como último recurso.
Proschema (plural proschemata) é o termo grego equivalente, popularizado pela primeira vez por Tucídides em sua História da Guerra do Peloponeso. Os proschemata são as razões declaradas para travar a guerra, que podem ou não ser as mesmas que as verdadeiras razões, que Tucídides chamou de profase (πρóφασις). Tucídides argumentou que as três principais razões reais para travar a guerra são medo, honra e interesse razoáveis, enquanto as razões declaradas envolvem apelos ao nacionalismo ou ao fomento do medo (em oposição a descrições de causas empíricas razoáveis para o medo).
Um casus belli envolve ofensas diretas ou ameaças contra a nação que declara a guerra, enquanto um "casus foederis" envolve ofensas ou ameaças contra seu aliado - geralmente vinculado por um pacto de defesa mútua. Qualquer um pode ser considerado um ato de guerra. Uma declaração de guerra geralmente contém uma descrição do casus belli que levou ao conflito.
Importante ressaltar que uma das partes envolvidas num conflito simplesmente não tenha personalidade jurídica internacionalmente - como no caso dos Estados juridicamente reconhecidos. Tanto o ofensor quanto o ofendido podem ser um grupo insurgente ou outros tipos de entidades jurídico-políticas, não necessariamente reconhecidas como um Estado (entidade político-administrativa, constituída por um território, população, soberania e finalidade).
Ao usar formalmente um casus belli, um governo normalmente expõe suas razões para ir à guerra, seus meios pretendidos de prosseguir com a guerra e as medidas que outros podem tomar para dissuadi-lo de ir à guerra. Tenta demonstrar que vai à guerra apenas como último recurso (ultima ratio) e que tem "justa causa" para fazê-lo. O direito internacional moderno reconhece pelo menos três justificativas legais para travar a guerra: autodefesa, defesa de um aliado exigida pelos termos de um tratado e aprovação pelas Nações Unidas.

## Motivação
Os países precisam de uma justificativa pública para atacar outro país, tanto para estimular o apoio interno à guerra quanto para obter o apoio de potenciais aliados. Na era pós-Segunda Guerra Mundial, a Carta da ONU proíbe os países signatários de se envolverem em guerras, exceto: 1) como meio de se defender – ou um aliado onde as obrigações do tratado o exigirem – contra agressão; 2) a menos que a ONU, como órgão, tenha dado aprovação prévia à operação. A ONU também se reserva o direito de pedir às nações membros que intervenham contra os países não signatários que embarcam em guerras de agressão.

## Categorização
Braumoeller (2019) afirmou: "Por mais estereotipado que o casus belli possa parecer, no entanto, geralmente (...) As questões que levam a maioria das guerras se encaixam bastante bem em um número bastante gerenciável de categorias". Ele resumiu amplamente as questões clássicas como território, criação ou dissolução de países, defesa da integridade dos países, sucessão dinástica e defesa de correligionários ou co-nacionais. Ele destacou que no campo moderno de estudos de paz e conflito, os estudiosos também frequentemente listam causas como "luta pelo poder, corridas armamentistas e espirais de conflito, etnia e nacionalismo, tipo de regime político doméstico e mudança de liderança, interdependência econômica e comércio, território, escassez induzida pela mudança climática e assim por diante".
Em sua obra As Causas da Guerra ("The Causes of War" de 1972), o historiador australiano Geoffrey Blainey mencionou causas gerais, como erros de cálculo, bem como causas específicas, como "a morte de soberanos e bodes expiatórios", e enfatizou a importância de fatores mundanos, como o clima.
Theodore K. Rabb e Robert I. Rotberg exploraram as raízes dos grandes conflitos como uma mistura de fatores nos níveis internacional, doméstico e individual em "A Origem e Prevenção de Grandes Guerras" ("The Origin and Prevention of Major Wars", 1989).
Kalevi Holsti catalogou e categorizou as guerras de 1648 a 1989 de acordo com 24 categorias de "questões que geraram guerras".

## Exemplos históricos
Esta seção descreve alguns dos casos mais famosos e/ou controversos de casus belli que ocorreram nos tempos modernos.

### Segunda Guerra do Ópio
Os europeus tiveram acesso aos portos chineses conforme descrito no Tratado de Nanquim da Primeira Guerra do Ópio. A França usou a execução de Auguste Chapdelaine como casus belli para a Segunda Guerra do Ópio. Em 29 de fevereiro de 1856, Chapdelaine, um missionário francês, foi morto na província de Guangxi, que não era aberta a estrangeiros. Em resposta, as forças britânicas e francesas rapidamente assumiram o controle de Guangzhou (Cantão).

### Guerra Civil Norte-Americana
Enquanto o conflito de longo prazo entre os Estados do Norte e do Sul (principalmente devido a questões morais causadas pela escravidão, bem como disparidades socioeconômicas) foi a causa da Guerra Civil Americana, o ataque confederado a Forte Sumter (12 a 14 de abril de 1861) serviu como casus belli para a União. O historiador David Herbert Donald (1996) concluiu que o presidente Abraham Lincoln fez "repetidos esforços para evitar o conflito nos meses entre a inauguração e o tiroteio em Forte Sumter mostrou que ele aderiu a sua intenção de não ser o primeiro a causar a guerra. Mas ele também prometeu não entregar os fortes. A única resolução dessas posições contraditórias era para que os confederados dispararem o primeiro tiro; eles fizeram exatamente isso". O veterano confederado William Watson opinou em 1887 que até aquele momento, o secretário de Estado dos Estados Unidos William H. Seward não tinha sido capaz de encontrar "uma causa justa para declarar guerra contra os Estados separados", mas Sumter lhe deu "o casus belli que ele havia procurado". Watson lamentou como Jefferson Davise e outros líderes confederados estavam se vangloriando e comemorando a vitória em Sumter, esquecendo que dar o primeiro passo deu à Confederação a reputação internacionalmente negativa imediata de ser o agressor e concedeu ao Secretário de Estados dos Estados Unidos a simpatia dos Estados do Norte".

### Guerra Hispano-Americana
Embora a destruição do Navio Maine não tenha resultado em uma declaração imediata de guerra com a Espanha, criou uma atmosfera que impedia uma solução pacífica e que deu surgimento a guerra hispano-americano. A investigação espanhola descobriu que a explosão foi causada pela combustão espontânea do carvão do Navio, mas o Tribunal de Inquérito do Sampson Board dos EUA decidiu que a explosão foi causada por uma explosão externa de um torpedo. O governo McKinley não citou a explosão como um casus belli, mas outros já estavam inclinados a entrar em guerra com a Espanha devido às atrocidades percebidas e à perda de controle em Cuba. Os defensores da guerra usaram o grito de guerra: "Remember the Maine! To hell with Spain!".

### Primeira Guerra Mundial
O casus belli da Áustria-Hungria contra a Sérvia em julho de 1914 foi baseado na recusa da Sérvia em investigar o envolvimento de funcionários do governo sérvio no equipamento, treinamento e pagamento dos assassinos que assassinaram o arquiduque Francisco Fernando da Áustria em Sarajevo. O governo sérvio recusou a diligência austríaca e a Áustria-Hungria declarou guerra.
Para a Grã-Bretanha, a causa direta para entrar na guerra foi a invasão e ocupação alemã da Bélgica, violando a neutralidade belga que a Grã-Bretanha estava obrigada por tratado a defender.
Em 1917, o Império Alemão enviou o Telegrama Zimmermann ao México, no qual eles tentaram persuadir o México a entrar na guerra e lutar contra os Estados Unidos, pelo qual seriam recompensados com o Texas, Novo México e Arizona, todos antigos territórios mexicanos. Este telegrama foi interceptado pelos britânicos, depois retransmitido para os EUA, o que levou o presidente Woodrow Wilson a usá-lo para convencer o Congresso a se juntar à Primeira Guerra Mundial ao lado dos Aliados. O presidente mexicano na época, Venustiano Carranza, fez uma comissão militar avaliar a viabilidade, que concluiu que isso não seria viável por vários motivos.

### Segunda Guerra Mundial
Em sua autobiografia Mein Kampf, Adolf Hitler havia defendido na década de 1920 uma política de Lebensraum ("espaço vital") para o povo alemão, o que em termos práticos significava expansão territorial alemã na Europa Oriental.
Em agosto de 1939, para implementar a primeira fase dessa política, o governo nazista da Alemanha sob a liderança de Hitler encenou o incidente de Gleiwitz que foi usado como casus belli para a invasão da Polônia em setembro seguinte. As forças nazistas usaram prisioneiros de campos de concentração posando como poloneses em 31 de agosto de 1939, para atacar a estação de rádio alemã Sender Gleiwitz em Gleiwitz, Alta Silésia, às vésperas da Segunda Guerra Mundial. Os aliados da Polônia, o Reino Unido e a França, posteriormente declararam guerra à Alemanha de acordo com sua aliança.
Em 1941, agindo mais uma vez de acordo com a política de Lebensraum, a Alemanha nazista invadiu a União Soviética, usando o casus belli da guerra preventiva para justificar o ato de agressão.

### Guerra do Vietnã
Muitos historiadores sugeriram que o Segundo Incidente do Golfo de Tonkin foi um pretexto fabricado para a entrada dos Estados Unidos na Guerra do Vietnã. Autoridades navais norte-vietnamitas declararam publicamente que durante o segundo incidente o USS Maddox nunca foi alvejado pelas forças navais norte-vietnamitas. No documentário "The Fog of War", o então secretário de Defesa dos EUA, Robert McNamara admite que o ataque durante o segundo incidente não aconteceu, embora ele diga que ele e o presidente Johnson acreditavam que isso aconteceu na época.
O primeiro Incidente do Golfo de Tonkin (2 de agosto) não deve ser confundido com o segundo Incidente do Golfo de Tonkin (4 de agosto). Os norte-vietnamitas alegaram que em 2 de agosto, o destróier norte-americano USS Maddox foi atingido por um torpedo e que uma das aeronaves americanas havia sido derrubada em águas territoriais norte-vietnamitas. O Museu PAVN em Hanói exibe "Parte de um barco torpedeiro (...) que afugentou com sucesso o USS Maddox em 2 de agosto de 1964".
O casus belli para a Guerra do Vietnã foi o segundo incidente. Em 4 de agosto, o USS Maddox foi lançado em direção a costa norte-vietnamita para "mostrar a bandeira" após o primeiro incidente. As autoridades norte-americanas alegaram que dois barcos vietnamitas tentaram atacar o USS Maddox e foram afundados. O governo do Vietnã do Norte negou completamente o segundo incidente. A negação desempenhou favoravelmente os esforços de propaganda do Vietnã do Norte durante a guerra e por alguns anos seguintes.

### Guerra Árabe-Israelense de 1967
Um casus belli desempenhou um papel proeminente durante a Guerra dos Seis Dias de 1967. O governo israelense tinha uma pequena lista de casus belli, atos que consideraria provocações justificando retaliação armada. O mais importante foi um bloqueio do Estreito de Tiran que levava a Eilat, o único porto de Israel para o Mar Vermelho, através do qual Israel recebia grande parte de seu petróleo. Após vários incidentes na fronteira entre Israel e os aliados do Egito (Síria e Jordânia). Assim, o Egito expulsou as forças de paz da Força de Emergência das Nações Unidas (UNEF I) da Península do Sinai e estabeleceu uma presença militar em Sharm el-Sheikh e anunciou um bloqueio dos estreitos, levando Israel a citar seu casus belli na abertura das hostilidades contra o Egito.

### Guerra Sino Vietnamita (1979)
Durante a Guerra Sino-Vietnamita de 1979, o líder chinês Deng Xiaoping disse aos Estados Unidos que seu plano para combater os vietnamitas era uma vingança pela derrubada do regime do Khmer Vermelho no Camboja, aliado da China. No entanto, os nacionalistas chineses argumentaram que o verdadeiro casus belli foi o mau tratamento do Vietnã à sua população étnica chinesa, bem como a suspeita de que o Vietnã tentasse consolidar o Camboja com o apoio soviético.

### Invasão do Iraque (2003)
Quando os Estados Unidos invadiram o Iraque em 2003, citou o descumprimento do Iraque com os termos do acordo de cessar-fogo para a Guerra do Golfo de 1990-1991, bem como o planejamento da tentativa de assassinato do ex-presidente George H. W. Bush em 1993 e disparos contra a coalizão aeronaves que impõem as zonas de exclusão aérea como seu casus belli declarado.
Citado pela administração de George W. Bush foi o programa de armas de destruição em massa de Saddam Hussein. A administração alegou que o Iraque não cumpriu com sua obrigação de desarmar sob resoluções anteriores da ONU, e que Saddam Hussein estava tentando ativamente adquirir uma capacidade de armas nucleares, bem como aumentar um arsenal existente de armas químicas e biológicas. O Secretário de Estado Colin Powell dirigiu-se a uma sessão plenária do Conselho de Segurança das Nações Unidas em 5 de fevereiro de 2003, citando essas razões como justificativa para a ação militar. Estimativas de Inteligência Nacional dos Estados Unidos desde então desclassificadas indicam que qualquer certeza pode ter sido exagerada na justificativa da intervenção armada; a extensão, origem e intenção dessas declarações exageradas não podem ser determinadas de forma conclusiva a partir do relatório.